# Росіана-дель-Кондадо
Росіана-дель-Кондадо (ісп. Rociana del Condado) — муніципалітет в Іспанії, у складі автономної спільноти Андалусія, у провінції Уельва. Населення — 7362 особи (2010).
Муніципалітет розташований на відстані близько 430 км на південний захід від Мадрида, 32 км на схід від Уельви.

## Демографія
Динаміка населення (INE ):